# Wereldkampioenschappen zwemsporten 1986
De Wereldkampioenschappen zwemsporten 1986 werden gehouden in Madrid, Spanje van 13 tot en met 23 augustus 1986.

## Medaillespiegel
| Plaats | Land                           | Goud | Zilver | Brons | Totaal |
| 1      | Duitse Democratische Republiek | 14   | 11     | 4     | 29     |
| 2      | Verenigde Staten               | 9    | 10     | 13    | 32     |
| 3      | Canada                         | 4    | 2      | 2     | 8      |
| 4      | West-Duitsland                 | 4    | 2      | 1     | 7      |
| 5      | Hongarije                      | 3    | 0      | 0     | 3      |
| 6      | China                          | 2    | 4      | 1     | 7      |
| 7      | Sovjet-Unie                    | 2    | 3      | 7     | 12     |
| 8      | Roemenië                       | 1    | 0      | 1     | 2      |
| 9      | Australië                      | 1    | 0      | 0     | 1      |
| 9      | Joegoslavië                    | 1    | 0      | 0     | 1      |
| 11     | Italië                         | 0    | 3      | 0     | 3      |
| 12     | Nederland                      | 0    | 1      | 4     | 5      |
| 13     | Verenigd Koninkrijk            | 0    | 1      | 2     | 3      |
| 14     | Bulgarije                      | 0    | 1      | 1     | 2      |
| 14     | Frankrijk                      | 0    | 1      | 1     | 2      |
| 14     | Zwitserland                    | 0    | 1      | 1     | 2      |
| 17     | Nieuw-Zeeland                  | 0    | 1      | 0     | 1      |
| 18     | Japan                          | 0    | 0      | 2     | 2      |
| 19     | Denemarken                     | 0    | 0      | 1     | 1      |
| Total  | Total                          | 41   | 41     | 41    | 123    |

## Zwemmen
De Oost-Duitse vrouwen gingen met dertien van de zestien gouden medailles naar huis, de Nederlandse vrouwen sleepten viermaal brons in de wacht.

## Schoonspringen
De Amerikaan Greg Louganis werd wereldkampioen op zowel de 3 meter plank als de 10 meter toren.

## Synchroonzwemmen
De Canadese vrouwen werden op alle onderdelen wereldkampioen synchroonzwemmen.

## Waterpolo
Joegoslavië won het Waterpolo toernooi bij de mannen en Australië bij de vrouwen. Nederland legde bij de vrouwen beslag op het zilver.
Zwemmen · Schoonspringen · Synchroonzwemmen · Waterpolo